# Lekkoatletyka na Igrzyskach Imperium Brytyjskiego 1938

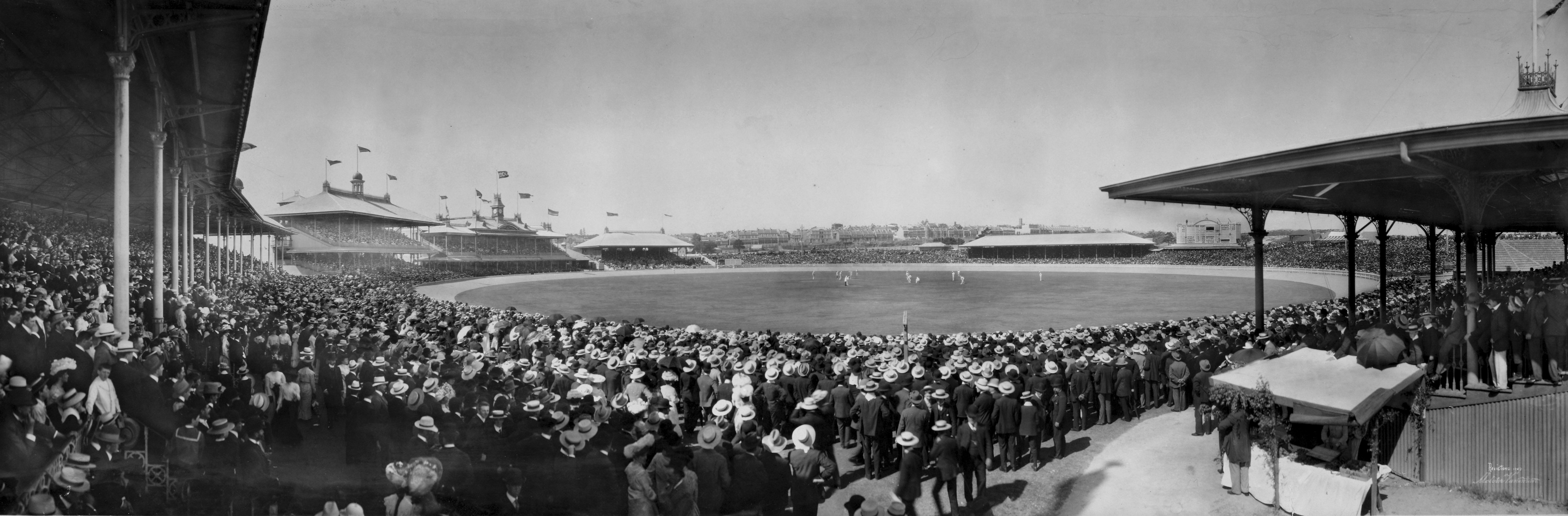
Sydney Cricket Ground, 1903 r.

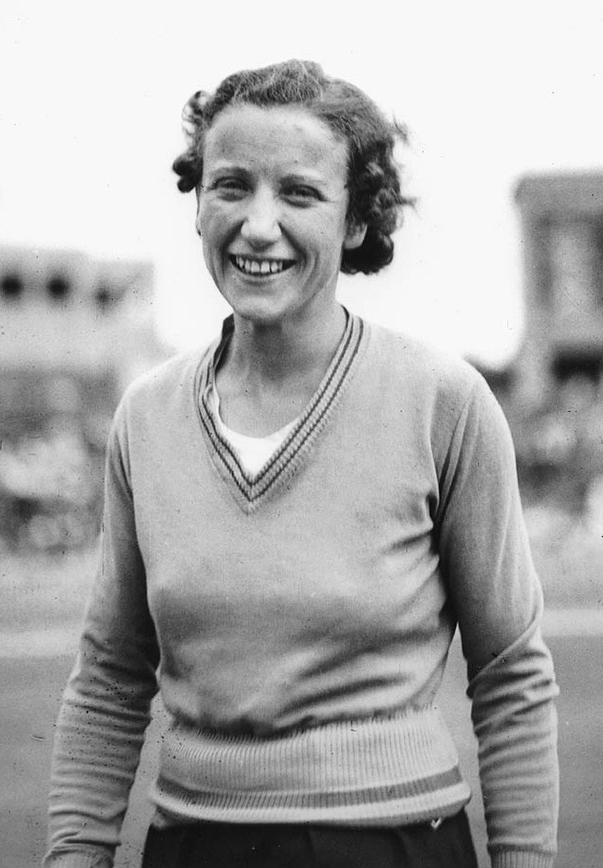
Decima Norman zdobyła na tych igrzyskach pięć złotych medali.

Podczas zawodów lekkoatletycznych na III Igrzyskach Imperium Brytyjskiego w 1938 roku w Sydney rozegrano 28 konkurencji - dwadzieścia męskich oraz osiem kobiecych. Miejscem rywalizacji był Sydney Cricket Ground. Klasyfikację medalową w tej dyscyplinie wygrała reprezentacja Kanady.

## Mężczyźni
| Konkurencja                     |                                                          | Wynik   |                                                                   | Wynik        |                                                                      | Wynik        |
| ------------------------------- | -------------------------------------------------------- | ------- | ----------------------------------------------------------------- | ------------ | -------------------------------------------------------------------- | ------------ |
| Bieg na 100 jardów              | Cyril Holmes                                             | 9.7     | John Mumford                                                      | 9.8          | Ted Best                                                             | 9.9          |
| Bieg na 220 jardów              | Cyril Holmes                                             | 21.2    | John Mumford                                                      | 21.3         | Ted Best                                                             | 21.4         |
| Bieg na 440 jardów              | Bill Roberts                                             | 47.9    | William Fritz                                                     | 47.9         | Dennis Shore                                                         | 48.1         |
| Bieg na 880 jardów              | Pat Boot                                                 | 1:51.2  | Frank Handley                                                     | 1:54.0       | Bill Dale                                                            | 1:54.2       |
| Bieg na 1 milę                  | James Alford                                             | 4:11.6  | Gerald Backhouse                                                  | 4:12.2       | Pat Boot                                                             | 4:12.6       |
| Bieg na 3 mile                  | Cecil Matthews                                           | 13.59.6 | Peter Ward                                                        | 14:05.4      | Scotty Rankine                                                       | 14:24.0      |
| Bieg na 6 mil                   | Cecil Matthews                                           | 30:14.5 | Scotty Rankine                                                    | + 180 jardów | Wally Hayward                                                        | + 250 jardów |
| Maraton                         | Johannes Coleman                                         | 2:30:15 | Bert Norris                                                       | 2:37:57      | Jackie Gibson                                                        | 2:38:20      |
| Bieg na 120 jardów przez płotki | Tom Lavery                                               | 14.0w   | Larry O’Connor                                                    | 14.2w        | Sid Stenner                                                          | 14.4w        |
| Bieg na 440 jardów przez płotki | John Loaring                                             | 52.9    | John Park                                                         | 54.6         | Alan McDougall                                                       | 55.2         |
| Skok wzwyż                      | Edwin Thacker                                            | 1.96    | Robert Heffernan                                                  | 1.88         | Doug Shetliffe                                                       | 1.88         |
| Skok o tyczce                   | Andries du Plessis                                       | 4.11    | Les Fletcher                                                      | 3.97         | Stuart Frid                                                          | 3.88         |
| Skok w dal                      | Harold Brown                                             | 7.43    | Jim Panton                                                        | 7.25         | Basil Dickinson                                                      | 7.15         |
| Trójskok                        | Jack Metcalfe                                            | 15.49   | Lloyd Miller                                                      | 15.41        | Basil Dickinson                                                      | 15.28        |
| Pchnięcie kulą                  | Louis Fouché                                             | 14.47   | Eric Coy                                                          | 13.96        | Francis Drew                                                         | 13.80        |
| Rzut dyskiem                    | Eric Coy                                                 | 44.75   | David Young                                                       | 43.04        | George Sutherland                                                    | 41.47        |
| Rzut młotem                     | George Sutherland                                        | 48.71   | Keith Pardon                                                      | 45.11        | Jim Leckie                                                           | 44.21        |
| Rzut oszczepem                  | Jim Courtright                                           | 62.81   | Stan Lay                                                          | 62.21        | Jack Metcalfe                                                        | 55.50        |
| Sztafeta 4 × 110 jardów         | Kanada: Jack Brown John Loaring Larry O’Connor Pat Haley | 41.6    | Anglia: Cyril Holmes Ken Richardson Sandy Duncan Lawrence Wallace | 41.8         | Australia: Alf Watson Teddy Hampson Ted Best Howard Yates            | 41.9         |
| Sztafeta 4 × 440 jardów         | Kanada: John Loaring Lee Orr Bill Dale William Fritz     | 3:16.9  | Anglia: Brian MacCabe Frank Handley Henry Pack Bill Roberts       | 3:19.2       | Nowa Zelandia: Alan Sayers Arnold Anderson Graham Quinn Harold Tyrie | 3:22.0       |

## Kobiety
| Konkurencja                     |                                                                  | Wynik  |                                                                  | Wynik  |                                                                        | Wynik  |
| ------------------------------- | ---------------------------------------------------------------- | ------ | ---------------------------------------------------------------- | ------ | ---------------------------------------------------------------------- | ------ |
| Bieg na 100 jardów              | Decima Norman                                                    | 11.1   | Joyce Walker                                                     | 11.3   | Mildred Dolson                                                         | 11.4   |
| Bieg na 220 jardów              | Decima Norman                                                    | 24.7   | Jean Coleman                                                     | 25.1   | Eileen Wearne                                                          | 25.3   |
| Bieg na 80 m przez płotki       | Barbara Burke                                                    | 11.7w  | Isabel Grant                                                     | 11.7w  | Rona Tong                                                              | 11.8w  |
| Skok wzwyż                      | Dorothy Odam-Tyler                                               | 1.60   | Dora Gardner                                                     | 1.57   | Elizabeth Forbes                                                       | 1.57   |
| Skok w dal                      | Decima Norman                                                    | 5.80   | Ethel Raby                                                       | 5.65   | Thelma Peake                                                           | 5.55   |
| Rzut oszczepem                  | Robina Higgins                                                   | 38.28  | Antonia Robertson                                                | 36.98  | Gladys Lunn                                                            | 36.41  |
| Sztafeta 110-220-110 jardów     | Australia: Eileen Wearne Decima Norman Jean Coleman              | 49.1   | Kanada: Barbara Howard Aileen Meagher Mildred Dolson             | 49.9   | Anglia: Dorothy Saunders Kate Stokes Winifred Jeffrey                  | 51.3   |
| Sztafeta 220-110-220-110 jardów | Australia: Decima Norman Jean Coleman Joan Woodland Thelma Peake | 1:15.2 | Anglia: Dorothy Saunders Ethel Raby Kate Stokes Winifred Jeffrey | 1:17.2 | Kanada: Barbara Howard Aileen Meagher Mildred Dolson Violet Montgomery | 1:19.0 |

## Tabela medalowa
| Poz. | Państwo           |   |    |    | Łącznie |
| 1    | Kanada            | 8 | 6  | 6  | 20      |
| 2    | Australia         | 6 | 11 | 12 | 29      |
| 3    | Południowa Afryka | 6 | 1  | 3  | 10      |
| 4    | Anglia            | 4 | 8  | 2  | 14      |
| 5    | Nowa Zelandia     | 3 | 1  | 5  | 9       |
| 6    | Walia             | 1 | -  | -  | 1       |
| 7    | Szkocja           | - | 1  | -  | 1       |